# Jogos Sul-Americanos da Juventude de 2017
Os Jogos Sul-Americanos da Juventude de 2017, ou II Jogos Sul-Americanos da Juventude, foram um evento multiesportivo realizado na cidade de Santiago, Chile de 29 de setembro até 8 de outubro de 2017, com a participação de 14 países em 24 modalidades. Foi a segunda edição desta competição. A inauguração foi realizada na Estádio Nacional de Chile e e foi liderada pelo presidente do Chile, Michelle Bachelet.

## Escolha da sede
A escolha do Santiago como sede do Sul-americana dos jogos da juventude, foi anunciada pela  ODESUL na Assembleia Geral realizada entre 23 a 27 de março de 2015.
- Santiago: Chile canditou-se para promover a edição dos Jogos Sul-Americanos da Juventude com uma proposta de programa desportivo que contemplava 20 modalidades para o período de 29 de setembro a 8 de outubro de 2017, estando em conformidade com o que fora estabelecido no Manual de Candidatura da ODESUL, o Comitê Olímpico do Chile (COCh) enivou dossiê de candidatura que venceu em 16 de janeiro do referido ano, em anexo a carta da presidenta da República, Michelle Bachelet, e da Ministra do Esporte Natalia Riffo, do superitendente da Região Metropolitana, Claudio Orrego e do representante do Comitê Olímpico do Chile, Neven Ilic, alegando a utilização dos mesmos cenários e infraestrutura oferecidas na edição dos X Jogos Sul-Americanos Santiago 2014.[4].

- Assunção: O Comitê Olímpico Paraguaio candidatou-se a organização dos II Jogos Sul-Americanos da Juventude[5].

- La Paz: A Direção de Esportes de La Paz registrou candidatura nos Jogos Sul-Americanos da Juventude[6].

- Popayán ou Tunja: O Comitê Olímpico Colombiano também se candidatou para a organização dos referidos jogos, alegando que as cidades estão preparadas para acolher o evento[7].

- Puerto La Cruz: O Comitê Olímpico Venezuelano foi outro país a candidatar-se a realização do referido evento, indicaram a cidade localizada na parte oriental, que já foi subsede da Copa América de 2007 e Campeonato Sul-Americano Sub-20 de 2009.[7].

## Símbolos
Em 14 de setembro Metro de Santiago lançou uma edição especial da tarjeta bip! em comemoração dos jogos, contendo o desenho de Cone, mascote oficial del evento e foi apresentado oficialmente em 4 de setembro num evento no mirante da Gran Torre Santiago

### Tocha
A tocha Jogos Sul-americano da juventude é feita de aço inoxidável, mede 90 cm de comprimento, pesa 1600 gramas e tem projetos aludindo à juventude.
O Fogo Sul-Americano foi aceso em 20 de setembro no Parque Olímpico de Santiago de Surco em Lima, dias depois foi realizado um ato correspondente no Estádio Nacional do Chile

## Países participantes
Os Jogos Sul-Americanos da Juventude tiveram a participação de 1.248 atletas de 14 países.
| - Argentina - Aruba - Bolívia - Brasil - Chile | - Colômbia - Equador - Guiana - Panamá - Paraguai | - Peru - Suriname - Uruguai - Venezuela |

## Modalidades
| - Aquáticos - Natação () - Saltos ornamentais () - Atletismo () - Badminton () - Basquetebol 3x3 () - Boxe () - Canoagem () - Caratê () | - Ciclismo - BMX () - Mountain biking () - Ciclismo () - Ciclismo de estrada () - Esgrima () - Ginástica artística () - Golfe () - Judô () | - Levantamento de peso () - Lutas () - Remo () - Taekwondo () - Tênis () - Tênis de mesa () - Triatlo () - Voleibol de praia () |

## Quadro de medalhas
*   país anfitrião (Chile)
| Pos.                | País                | Ouro | Prata | Bronze | Total |
| ------------------- | ------------------- | ---- | ----- | ------ | ----- |
| 1                   | Brasil              | 61   | 45    | 45     | 151   |
| 2                   | Colômbia            | 45   | 35    | 39     | 119   |
| 3                   | Argentina           | 38   | 29    | 35     | 102   |
| 4                   | Chile               | 21   | 29    | 38     | 88    |
| 5                   | Venezuela           | 15   | 27    | 32     | 74    |
| 6                   | Equador             | 13   | 19    | 28     | 60    |
| 7                   | Peru                | 7    | 10    | 23     | 40    |
| 8                   | Uruguai             | 3    | 5     | 6      | 14    |
| 9                   | Paraguai            | 2    | 2     | 7      | 11    |
| 10                  | Bolívia             | 1    | 4     | 3      | 8     |
| 11                  | Guiana              | 1    | 3     | 0      | 4     |
| 12                  | Panamá              | 1    | 2     | 3      | 6     |
| 13                  | Aruba               | 1    | 1     | 1      | 3     |
| 14                  | Suriname            | 0    | 0     | 4      | 4     |
| Total (14 entradas) | Total (14 entradas) | 209  | 211   | 264    | 684   |